# Stérilité mâle
On parle de stérilité mâle à propos de plantes incapables de se reproduire par autopollinisation, du fait d'une stérilité des éléments mâles des fleurs.
La stérilité-mâle est utilisée par les sélectionneurs pour produire des variétés hybrides chez des espèces cultivées autogames (le blé, par exemple) ou allogames (carotte, chicorée, choux et colza, fenouil, oignon, poireau, radis, etc.). Ceci permet d'obtenir l'effet de vigueur des hybrides F1  ou hétérosis pour des variétés F1.

Le pollen peut ne pas être fonctionnel, ou il peut y avoir des anomalies structurelles des organes de reproduction mâles (par exemple : anomalie au niveau du tapis nourrissier (tapetum) des anthères).
Le caractère mâle stérile existe naturellement chez certains individus de nombreuses espèces végétales sauvages ou cultivées (betterave, carotte, fenouil, maïs, oignon, etc.). Ces individus ne peuvent assurer leur descendance s'ils vivent seuls. S'ils vivent au sein d'une population et s'ils n'appartiennent pas à une espèce strictement autogame, ils peuvent être fécondés par des individus normaux (mâles fertiles) et assurer ainsi leur descendance. 

## Mainteneur de stérilité / restaurateur de fertilité
Le parent qui maintient la stérilité est appelé mainteneur de stérilité.

Cependant, certaines plantes, croisées avec une lignée mâle-stérile, donnent une descendance homogène mâle-fertile. Ces plantes sont dites restauratrices de fertilité.
Chez les espèces cultivées pour leur graine (colza, tournesol), le sélectionneur est obligé d'utiliser une lignée restauratrice de fertilité pour que la descendance de l'hybride F1 ne soit pas stérile et qu'elle puisse produire des graines dans le champ de l'agriculteur.
Chez les espèces cultivées pour leurs feuilles ou leur racine, le sélectionneur n'est pas obligé d'utiliser une lignée restauratrice de fertilité. En général, il ne l'utilise pas.

## Stérilité mâle cytoplasmique ou CMS (de l'anglaiscytoplasmic male sterility)
Le phénotype mâle-stérile est transmis par la mère de manière homogène.

La mitochondrie joue un rôle essentiel dans cette stérilité.

## Stérilité mâle nucléaire
Lorsque la stérilité est d'origine génique,
- soit elle est sous la dépendance d'un gène récessif, le gène dominant est alors le restaurateur,
- soit elle est sous la dépendance d'un gène dominant et il n'y a pas de restaurateur.

## Stérilité mâle chez les plantes cultivées
Chez les espèces cultivées, la stérilité mâle est un outil utilisé pour maintenir certaines variétés hybrides. Le système mainteneur de stérilité / restaurateur peut provenir :
- d'une stérilité mâle existant naturellement dans l'espèce : carotte, fenouil, oignon, radis, pétunia
- d'une stérilité mâle existant naturellement chez une espèce voisine et transférée à l'espèce cultivée par croisement naturel: tournesol cultivé dont la CMS provient d'un tournesol sauvage
- d'une stérilité mâle induite, en laboratoire, par biotechnologie :
- d'une stérilité mâle provenant d'une espèce de la même famille avec laquelle l'espèce cultivée ne se croise pas naturellement et transférée, en laboratoire, par biotechnologie : de telles variétés hybrides à CMS importée existent actuellement chez :
  - les chicorées endive et à café (Chicorium intybus): CMS de tournesol
  - les différents types de choux (Brassica oleracea), le radis (Brassica rapa) et le colza : CMS de radis
  - le poireau : CMS d'oignon chez certaines variétés

### CMS transgénique
En 2005, trois espèces de plantes cultivées étaient concernés par le transfert d'un système de CMS depuis une autre espèce, la chicorée sauvage, le chou et le colza.
Ces variétés sont génétiquement modifiées car un élément du génome mitochondrial a été remplacé, d'une manière qui ne se produit pas naturellement, par un élément génétique en provenance d'une autre espèce. Mais ces variétés sont juridiquement considérées comme des variétés non-OGM, car obtenues par fusion cellulaire; la fusion de protoplastes étant une technique exclue des techniques donnant lieu à l'obtention d'un organisme génétiquement modifié au sens des législations. Pour le moment, ces variétés sont aussi autorisées et cultivées en agriculture biologique. Il n'y a qu'en agriculture biodynamique qu'elles sont, depuis peu, interdites de culture. Des débats ont lieu au sein des organismes de l'agriculture biologique nationaux, européens et mondiaux (IFOAM par exemple) qui pourraient aboutir à l'interdiction prochaine de ces variétés en agriculture biologique,